# Minnehaha County
Minnehaha County ist ein County im US-amerikanischen Bundesstaat South Dakota. Das U.S. Census Bureau hat bei der Volkszählung 2020 eine Einwohnerzahl von 197.214 ermittelt. Der Verwaltungssitz des Countys ist Sioux Falls, das nach den Wasserfällen am Big Sioux River benannt wurde.

## Geografie

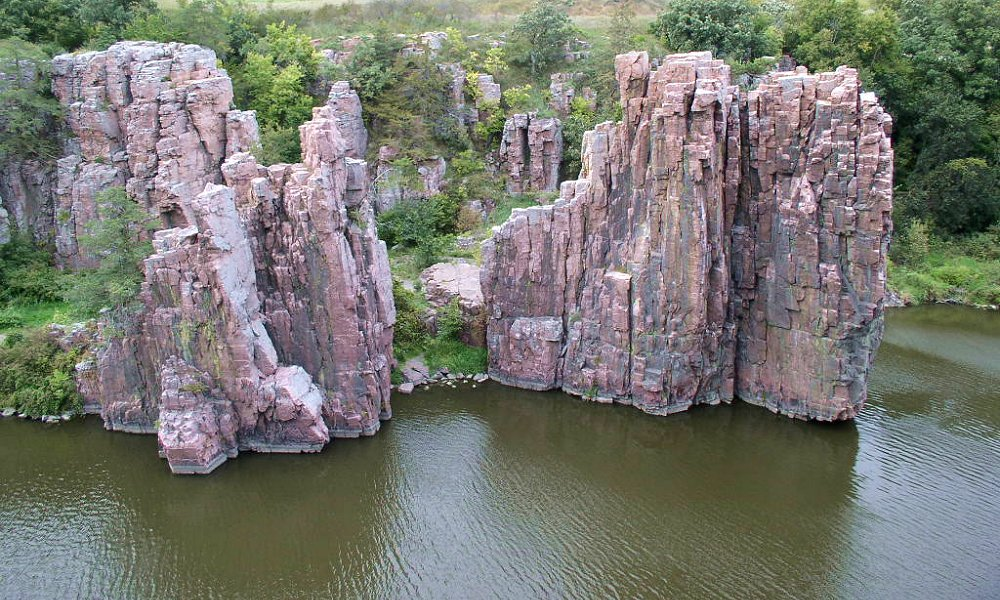
Felsformation im Palisades State Park

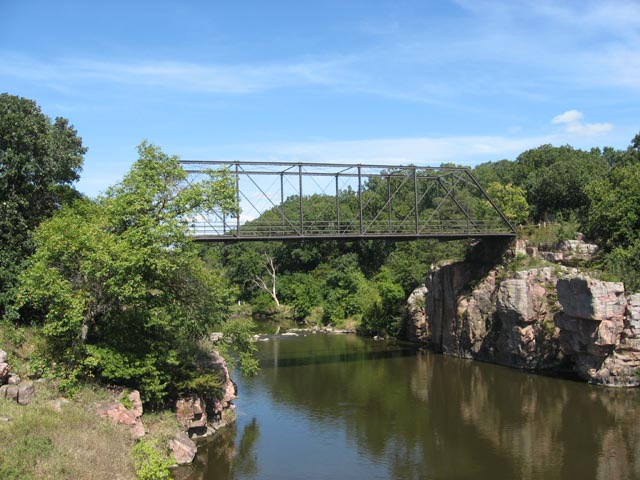
Palisades Bridge, seit 1999 im NRHP gelistet

Das County liegt im Osten Süd Dakotas auf der Coteau des Prairies genannten Hochebene, die sich vom östlichen South Dakota bis in das südwestliche Minnesota und das nordwestliche Iowa erstreckt.
Das County hat eine Fläche von 2107 Quadratkilometern; davon sind 10 Quadratkilometer (0,49 Prozent) Wasserflächen. Von Nord nach Süd wird das County von Big Sioux River durchflossen, einem Nebenfluss des Missouri.
Innerhalb des Countys liegt der Palisades State Park, ein 64 Hektar großer State Park mit zahlreichen Felsformationen aus Quarzitgestein.
An das Minnehaha County grenzen folgende Nachbarcountys:
| Lake County   | Moody County   |                         |
| McCook County |                | Rock County (Minnesota) |
| Turner County | Lincoln County | Lyon County (Iowa)      |

## Geschichte

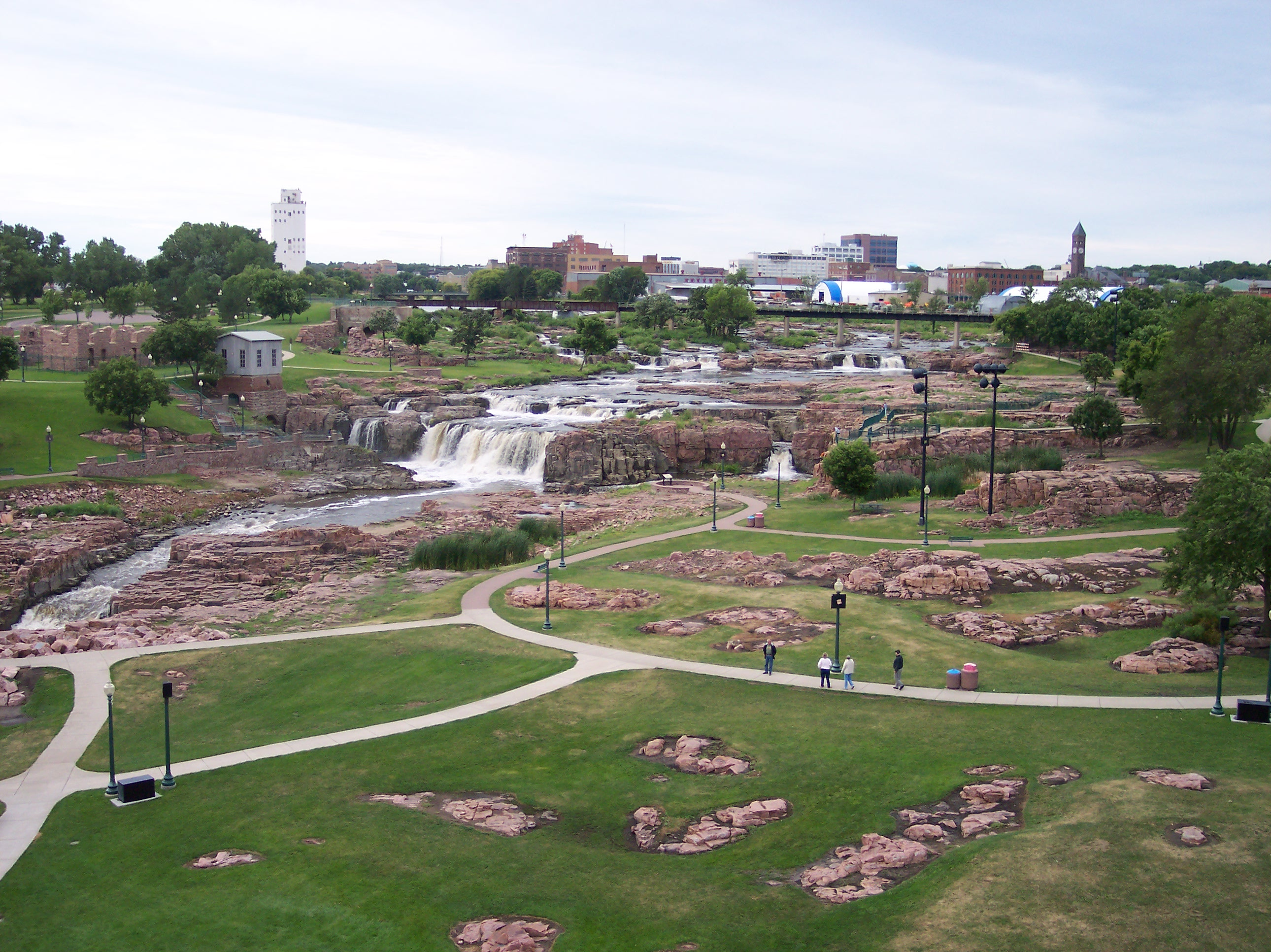
Die Wasserfälle des Big Sioux River

Das County wurde am 5. April 1862 gebildet und die Verwaltungsorganisation am 4. Januar 1868 abgeschlossen. Das Wort Minnehaha kommt aus der Sprache der Dakota-Indianer und bedeutet „Wasserfall“. Es bezieht sich auf die Wasserfälle von Sioux Falls. Minnehaha hieß auch eine Heldin in einem populären Lied von Henry Wadsworth Longfellow.
99 Bauwerke und Stätten des Countys sind im National Register of Historic Places (NRHP) eingetragen (Stand 6. August 2018).

## Demografische Daten
Nach der Volkszählung im Jahr 2010 lebten im Minnehaha County 169.468 Menschen in 66.238 Haushalten. Die Bevölkerungsdichte betrug 80,8 Einwohner pro Quadratkilometer. In den 66.238 Haushalten lebten statistisch je 2,46 Personen.
Ethnisch betrachtet setzte sich die Bevölkerung zusammen aus 89,7 Prozent Weißen, 3,8 Prozent Afroamerikanern, 2,8 Prozent amerikanischen Ureinwohnern, 1,5 Prozent Asiaten, 0,1 Prozent Polynesiern sowie aus anderen ethnischen Gruppen; 2,1 Prozent stammten von zwei oder mehr Ethnien ab. Unabhängig von der ethnischen Zugehörigkeit waren 4,3 Prozent der Bevölkerung spanischer oder lateinamerikanischer Abstammung.
24,9 Prozent der Bevölkerung waren unter 18 Jahre alt, 63,8 Prozent waren zwischen 18 und 64 und 11,3 Prozent waren 65 Jahre oder älter. 50,1 Prozent der Bevölkerung war weiblich.

Das jährliche Durchschnittseinkommen eines Haushalts lag bei 52.758 USD. Das Pro-Kopf-Einkommen betrug 26.714 USD. 10,3 Prozent der Einwohner lebten unterhalb der Armutsgrenze.

## Ortschaften im Minnehaha County
Citys
| - Baltic - Brandon - Colton | - Crooks - Dell Rapids - Garretson | - Hartford - Sioux Falls1 - Valley Springs |

Towns
- Humboldt
- Sherman

| Census-designated places (CDP) - Anderson - Meadow View Addition - Pine Lakes Addition - Renner Corner | Andere Unincorporated Communities \| - Benclare - Booge - Corson - Ellis \| - Huntimer - Lyons - Renner - Rowena \| |
| - Benclare - Booge - Corson - Ellis                                                                    | - Huntimer - Lyons - Renner - Rowena                                                                                |

1 – zu einem kleineren Teil im Lincoln County

## Gliederung
Das Minnehaha County ist neben den neun Citys und zwei Towns in 23 Townships eingeteilt:
| Township              | Einwohner (2010) | FIPS     |
| --------------------- | ---------------- | -------- |
| Benton Township       | 768              | 46-04860 |
| Brandon Township      | 774              | 46-06820 |
| Buffalo Township      | 212              | 46-08260 |
| Burk Township         | 383              | 46-08660 |
| Clear Lake Township   | 191              | 46-12660 |
| Dell Rapids Township  | 550              | 46-16020 |
| Edison Township       | 510              | 46-18380 |
| Grand Meadow Township | 296              | 46-25180 |

| Township          | Einwohner (2010) | FIPS     |
| ----------------- | ---------------- | -------- |
| Hartford Township | 699              | 46-27580 |
| Highland Township | 191              | 46-28900 |
| Humboldt Township | 339              | 46-30940 |
| Logan Township    | 273              | 46-38380 |
| Lyons Township    | 613              | 46-39780 |
| Mapleton Township | 2188             | 46-40660 |
| Palisade Township | 358              | 46-48220 |
| Red Rock Township | 363              | 46-53740 |

| Township                | Einwohner (2010) | FIPS     |
| ----------------------- | ---------------- | -------- |
| Split Rock Township     | 3248             | 46-60300 |
| Sverdrup Township       | 809              | 46-62540 |
| Taopi Township          | 330              | 46-62980 |
| Valley Springs Township | 366              | 46-66300 |
| Wall Lake Township      | 1152             | 46-68460 |
| Wayne Township          | 1196             | 46-69620 |
| Wellington Township     | 277              | 46-69940 |